# Tinea poecilella
Tinea poecilella är en fjärilsart som beskrevs av Hans Rebel 1940. Tinea poecilella ingår i släktet Tinea och familjen äkta malar. Inga underarter finns listade i Catalogue of Life.